# Pogona nullarbor
Espèce
Synonymes
- Amphibolurus nullarbor Badham, 1976

Pogona nullarbor est une espèce de sauriens de la famille des Agamidae.

## Répartition
Cette espèce est endémique d'Australie. Elle se rencontre dans le sud-est de l'Australie-Occidentale et dans l'ouest de l'Australie-Méridionale.

## Description
Ce lézard atteint au maximum 34 cm de long, dont 20 cm pour la queue.

## Hybridation
Cette espèce peut s'hybrider naturellement avec Pogona henrylawsoni.

## Étymologie
Son nom d'espèce lui a été donné en référence au lieu de sa découverte, la plaine de Nullarbor.

## Publication originale
- Badham, 1976 : The Amphibolurus barbatus species-group (Lacertilia: Agamidae). Australian Journal of Zoology, vol. 24, no 3, p. 423-443